# Galeus sauteri
Galeus sauteri är en hajart som först beskrevs av Jordan och Richardson 1909.  Galeus sauteri ingår i släktet Galeus och familjen rödhajar. IUCN kategoriserar arten globalt som otillräckligt studerad. Inga underarter finns listade i Catalogue of Life.